# Jacó Luiz Nebel
Jacob João Luiz Nebel, mais conhecido como Jacó Luiz Nebel (Württemberg, Alemanha, 4 de janeiro de 1887 — Brusque, 14 de julho de 1954), foi um sacerdote da Companhia de Jesus.
Tendo imigrado para o Brasil em 1921, em 1926 foi nomeado vigário de Braço do Norte. O primeiro documento da paróquia de Braço do Norte referente à sua nomeação data de 6 de fevereiro de 1926, e o último termo por ele assinado é de 5 de outubro de 1947.
Em 19 de maio de 1929 foi resolvido em reunião popular ser construída uma nova matriz em Braço do Norte, a atual Igreja Nosso Senhor do Bonfim, e não apenas uma torre junto ao velho templo. A pedra fundamental foi oficialmente argamassada em 7 de setembro de 1931, tendo como mestre-de-obras o italiano Ângelo Colombo. As imagens de madeira foram feitas pelo também italiano Artur Pederzoli. Deve-se ao padre Jacó Luiz Nebel o arrojo de sua realização, confirmado em diversas entrevistas registradas por João Leonir Dall'Alba em sua obra O Vale do Braço do Norte.
No dia de sua morte celebrou missa na manhã de 14 de julho de 1954, sendo sepultado no Cemitério de Azambuja em Brusque.
Um de seus últimos pedidos foi ser sepultado em Braço do Norte, o que na época não foi possível. Seus restos mortais foram trasladados para Braço do Norte em 22 de novembro de 1970, sendo depositados no Cemitério Municipal de Braço do Norte.